# Boulevard Saint-Jean-Baptiste
Ne doit pas être confondu avec Rue Saint-Jean-Baptiste (Vieux-Montréal).
Le boulevard Saint-Jean-Baptiste est une artère de Montréal située dans l'arrondissement Rivière-des-Prairies–Pointe-aux-Trembles. 

## Situation et accès
Ce boulevard commercial et industriel de l'arrondissement Rivière-des-Prairies–Pointe-aux-Trembles, long de 6,4 kilomètres, débute à l'intersection de la rue Bellerive sur les berges du fleuve Saint-Laurent dans le quartier Pointe-aux-Trembles et se termine sur les berges de la rivière des Prairies dans le quartier Rivière-des-Prairies à l'intersection du boulevard Gouin. 

## Origine du nom
Le boulevard Saint-Jean-Baptiste est nommé en l'honneur de Jean Baptiste, qui a baptisé Jésus-Christ.

## Historique
Le boulevard d'abord dénommé « rue Saint-Jean-Baptiste », inclut, depuis le 7 mars 1983, la « 83e Avenue », située dans son prolongement. 

## Source
- Ville de Montréal. Les rues de Montréal. Répertoire historique. Montréal, Méridien, 1995.